# 东高村镇
东高村镇是中国北京市平谷区下辖的一个镇，位于北京市东北部。

## 行政区划
东高村镇下辖22个村委会：东高、南张岱、北张岱、克头、赵家务、庄户、南宅、南埝头、普贤屯、大旺务、西高、崔庄子、侯庄子、曹庄子、门楼庄、前台头、赵庄户、辛撞、青屯、鲍家庄、高庄、大庄户。